# روتروده
روتروده (به آلمانی: Rotterode) یک شهر در آلمان است که در اشمالکالدن-ماینینگن واقع شده‌است. روتروده ۸۵۳ نفر جمعیت دارد.